# Mikroformat
Mikroformat är standarder, baserade ovanpå HTML eller XHTML. Mikroformat är en utökad semantik, som åstadkommer i (X)HTML möjligheten att märka upp information, som man annars hade behövt en annan teknik till, såsom RDF eller någon annan tillämpning av XML. Mikroformat är alltså inte en utvidgning av befintlig (X)HTML, som HTML5, utan man använder endast befintliga taggar och attribut.
Genom att använda sig av attribut som rel och class kan man skapa en återanvändningsbar syntax för information som ofta upprepas. Det kan röra sig om:
- Adressuppgifter, som beskrivs av mikroformatet hCard, som bygger på vCard.
- Kalenderuppgifter, som beskrivs i mikroformatet hCalendar, som bygger på vCalendar.
- Geografisk hänvisning, som föreslagits i specifikation för geo, och bygger på geo egenskapen i vCard.

Man utgår alltid från befintlig praxis ("asfaltera där alla går") och mikroformaten skall göras för att i första hand kunna läsas av människor, i andra hand av maskiner.
Till webbläsare som Firefox finns det tillägg som gör att programmet känner av om det förekommer mikroformat på en webbsida. Det finns också speciella applikationer som läser av mikroformat.